# Украинский гидрометеорологический центр
Украинский гидрометеорологический центр (Укргидрометцентр, УкрГМЦ) — государственное учреждение в составе Государственной службы Украины по чрезвычайным ситуациям (ГСЧС Украины), осуществляющее метеорологические и гидрологические наблюдения на территории Украины.
В аппарате ГСЧС Украины действует Управление гидрометеорологии, которое разрабатывает предложения по формированию и реализации государственной политики в сфере гидрометеорологической деятельности, анализирует в пределах компетенции деятельность руководства Украинского гидрометеорологического центра, Государственного предприятия «Украинский авиационный метеорологический центр» и Украинского гидрометеорологического института.

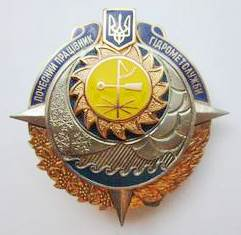
Нагрудный знак «Почетный работник гидрометслужбы Украины» (вручался на протяжении 1999—2012 гг.)

## Кратко из истории гидрометслужбы в Украине
19 ноября 1921 г. Председатель Совета народных комиссаров (СНК) тогдашней Украинской Социалистической Советской Республики (УССР) Христиан Раковский подписал декрет «О метеорологической службе на Украине»..
31 октября 1927 г. было образовано Управление метеорологической и гидрологической службы Наркомзема УССР.
13 декабря 1929 г. создан Гидрометеорологический комитет при СНК УССР.
27 ноября 1991 г. вышло постановление Кабинета Министров Украины № 344 «О создании Государственного комитета Украины по гидрометеорологии» (Госкомгидромета).
В 1999 г. принят Закон Украины «О гидрометеорологической деятельности»..
В 2003 г. — издан Указ Президента Украины «О Дне работников гидрометеорологической службы».
В 2011 г. в составе центрального аппарата МЧС Украины (с 2012 г. — ГСЧС Украины) создано Управление гидрометеорологии..
На протяжении 1999—2012 гг. за заслуги в развитии гидрометеорологической деятельности вручался нагрудный знак «Почетный работник гидрометслужбы Украины».
Периоды в истории деятельности национальной гидрометеорологической службы в Украине.
- До 1921 г. — отсутствие единой сети систематических гидрометеорологических наблюдений на территории Украины.
- 1921—1941 — создание и становления украинской гидрометслужбы в составе гидрометслужбы бывшего СССР.
- 1941—1945 гг. — гидрометеорологическое обеспечении боевых действий Красной армии во время Второй мировой войны в составе военных округов.
- 1946—1991 гг. — развитие гидрометслужбы, расширение деятельности по мониторингу окружающей среды в составе Госкомгидромета бывшего СССР
- 1991—2011 гг. — деятельность национальной гидрометеорологической службы в Украине как отдельной государственной службы (Госкомгидромет Украины, Государственная гидрометеорологическая служба).
- С 2011 г. — деятельность национальной гидрометеорологической службы без статуса юридического лица в составе МЧС Украины, с 2012 г. — в составе ГСЧС Украины (управление гидрометеорологии ГСЧС Украины, Украинский гидрометцентр).

## Основные функции
УкрГМЦ в пределах своей компетенции принимает участие в реализации государственной политики в сфере гидрометеорологии и мониторинга окружающей среды и осуществляет управление и контроль в сфере гидрометеорологической деятельности. Основные задачи:
- выполнение функций главного организационно-методического учреждения национальной гидрометеорологической службы Украины по вопросам наблюдений, анализа и прогнозирования метеорологических, гидрологических и агрометеорологических русловий;
- ведение постоянного мониторинга состояния окружающей среды;
- обеспечение Правительства Украины, Администрации Президента Украины, центральных и местных органов исполнительной власти необходимой гидрометеорологической информацией;
- обеспечение устойчивой работы гидрометеорологических телекоммуникационных систем;
- автоматизированная обработка информации и осуществление заблаговременных предупреждений об угрозе возникновения опасных гидрометеорологических явлений на территории Украины и акватории Черного и Азовского морей;
- выполнение функций национального центра по обмену информацией с региональными и мировыми метеорологическими центрами в рамках деятельности Всемирной метеорологической организации.

## Структура
Штат сотрудников УкрГМЦ — около 420 работников.
УкрГМЦ является головной организацией, которой подчинены по оперативно-производственным вопросам 25 организаций службы со статусом юридического лица (5 — региональные центры по гидрометеорологии, 20 — областные центры по гидрометеорологии), в которых насчитывается около 4200 работников .
Директор УкрГМЦ — Н. И. Кульбида. С 2011 г. — директор УкрГМЦ является постоянным представителем Украины при ВМО.

## Официальные источники
- Управление гидрометеорологии ГСЧС Украины (укр.)
- Сайт Государственной службы Украины по чрезвычайным ситуациям (укр.)
- Официальный сайт Украинского гидрометеоцентра

Литература
- Гидрометеорологическая служба Украины за 50 лет Советской власти. Ленинград: Гидрометеоиздат, 1970. 272 с.
- Гідрометеорологічна служба України / За ред. В.М. Ліпінського. Київ: Сталь, 2015. 292 с.
- Хильчевский В. К., Осадчий В. И. Национальной гидрометеорологической службе в Украине 95 лет: хронология изменений // Научные труды Украинского гидрометеорологического института. — 2016. — Вып. 269. — С. 173—183 (укр.).